# Aeroportul Rajbiraj
Aeroportul Rajbiraj (IATA: RJB, ICAO: VNRB) este un aeroport din Rajbiraj⁠(d), Saptari District⁠(d), Madhesh Province⁠(d), Nepal ce deservește zona Rajbiraj⁠(d). A fost deschis în 23 mai 2018.
Situat la o altitudine de 76 m, aeroportul dispune de 1 pistă. Este operat de Civil Aviation Authority of Nepal⁠(d).

## Infrastructură

### Piste
Aeroportul dispune de o singură pistă. Pista 11/29 are suprafața de asfalt. 